# Los Perros del Mal
Perros del Mal fue un Stable Heel creado por el Hijo del Perro Aguayo, Tarzan boy y Héctor Garza  mientras luchaban para el Consejo Mundial de Lucha Libre de 2004 al 2008. 
El grupo trabajo como rudo, pero por lo general reciben tanto o más apoyo de los aficionados que se oponen a los técnicos. En octubre del 2008, El Hijo del Perro Aguayo anunció su salida del CMLL con el propósito de utilizar este nombre para promover sus propios eventos, siendo seguido por Halloween y Damian 666. Con esto, el CMLL perdió todas las referencias sobre este grupo, pero poco después, con el resto de los miembros del equipo se formó el grupo "La Jauría del Terror" en su lugar.

## Inicios
En el año 2004 Hijo del Perro Aguayo, llegaba al Consejo mundial de lucha libre originalmente era face pero después cambió a heel durante una lucha en jaula. En ese mismo año crea la furia del Norte junto a Héctor Garza, y Tarzán Boy
Después la furia del Norte y la familia de Tijuana, deciden unirse creando los perros del mal
El Hijo del Perro Aguayo, Héctor Garza, y Mr. Águila (recién llegado a la empresa antes de que entrara Shocker), y Damian 666 y Halloween son considerados como los forasteros del grupo desde Tijuana.
Los Perros del Mal tuvieron rivalidades con Pierroth, Los Hermanos Dinamita, Los Guerreros de la Atlántida, Místico y con varios rudos más. El Texano Jr. se unió al grupo luego de traicionar a sus exsocios Sagrado y Máximo, con quienes fue Campeón Nacional de Tríos, dejando dicho título a los otros Perros, Mr. Águila, Damian 666 y Halloween.
Cuando el grupo se formó inicialmente, Blue Demon Jr. era parte de los programados, pero Blue Demon Jr no quiso quedarse en el CMLL por un largo tiempo y se salió de la lista de miembros. Blue Demon Jr. regresó al CMLL y ha sido un aliado para los Perros, pero nunca se tomó en cuenta como un miembro oficial. Terrible fue un aliado del equipo desde los primeros días y comenzó a vestir la camisa de los Perros, pero al parecer no se consideró un miembro oficial hasta el otoño del 2007.
Latin Lover apareció con el grupo y portó la camiseta de "Los Perros del Mal" en la Arena México después de su salida de la AAA.

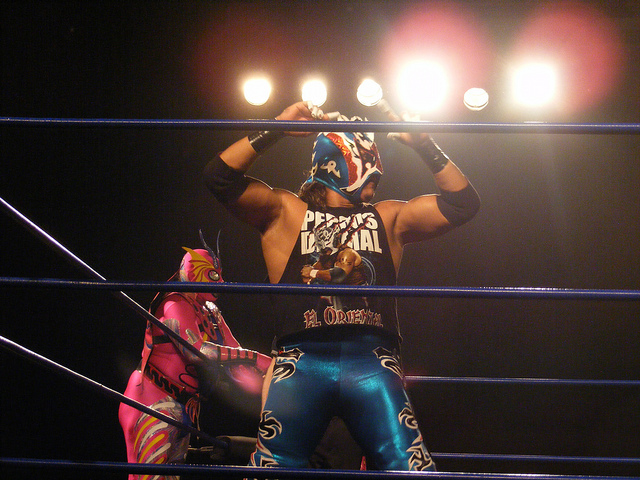
Team Perros del Mal in Chikara, El Oriental and El Alebrije representing the promotion.

Sorpresivamente, en Triplemanía XVIII, Los perros del mal aparecen en el escenario para apoyar a L.A. Park a que recuperara su nombre denominado como La Parka. Actualmente colaboran para la AAA, anteriormente fueron una pieza clave fundamental de la Sociedad, pero debido a la disolución de ésta, han seguido su camino por su cuenta.

## Miembro fundador
- José Luis Aguado Campos

## Miembros
- Miembros actuales
  - Kahn
  - Joe Líder
  - Taya
  - Pentagón Jr.
  - Daga.
- Miembros especiales
  - Konnan
  - Manik (TNA)
  - Blue Demon Jr.
  - Ricky Marvin
  - Ivelisse Vélez
  - Pierroth
  - El Hijo de L.A. Park
  - L. A. Park
  - Tarzan Boy
  - Latin Lover
  - Johnny Mundo (miembro no confirmado)
  - El Picudo
  - El Oriental
  - Shocker
  - Super Crazy
  - Booker T

- Miembros antiguos
  - Hijo del Perro Aguayo (líder y fundador) (†)
  - Héctor Garza (†)
  - Kahn
  - Taya Valkyrie
  - Mr aguila
  - Psicosis (Nicho el Millonario)
  - Damian 666
  - El Terrible
  - Texano Jr.
  - Teddy Hart
  - Lizmark Jr.
  - Trauma I
  - Trauma II
  - Hijo del Fantasma
  - El Hijo de Rey Misterio
  - Bestia 666
  - X Fly
  - Averno
  - Mephisto
  - Black Warrior
  - Doctor Extreme (†)
  - Pete Powers
  - Estrellita
  - Olímpico
  - Super Nova
  - Pentagón Jr.
  - Daga
  - Halloween

## Campeonatos y logros
- Comisión de Box y Lucha Libre México D.F.
  - Campeonato Nacional de Tríos (1 vez) - Damian 666, Halloween & Mr. Águila[2]
- Consejo Mundial de Lucha Libre
  - Campeonato Mundial de Tríos del CMLL (3 veces) - Héctor Garza, Tarzan Boy & Terrible (2), Mr. Águila, Hijo del Perro Aguayo & Héctor Garza (1)[3]
  - Torneo Gran Alternativa (1 vez) - Hijo del Perro Aguayo & Misterioso II[4]
- World Wrestling Association
  - Campeonato Mundial en Parejas WWA (1 vez, actual) - Hijo del Perro Aguayo & Héctor Garza[5]